# Ђ
Ђ, ђ е шестата буква от сръбската и босненската кирилици, използвана за обозначаване на звучната венечно-небна преградно-проходна съгласна [d͡ʑ] (д͡ьжь). Знакът Ђ е наложен към средата на 19 век от сръбския езиковед и реформатор Вук Караджич, заимствайки облика от буквата Ћ.
Буквата съответства на Đ, đ в латинския вариант на сръбската азбука (или т.нар. „га̀ица“, която използват и хърватите).
Въведената в македонската писмена норма буква Ѓ [ɟ] (гь) се смята за производно и подобие на Ђ, въпреки различаващата се звукова стойност.
Ђ не трябва да се бърка с приличащите ѝ по външен вид Ћ [ʨ] и ѣ [æː].
| Код          | Регистър | Десетичен | Шестнадесетичен | Осмичен | Двоичен          |
| ------------ | -------- | --------- | --------------- | ------- | ---------------- |
| Уникод       | Главна   | 1026      | 0402            | 002002  | 0000010000000010 |
| Уникод       | Малка    | 1106      | 0452            | 002122  | 0000010001010010 |
| ISO 8859-5   | Главна   | 162       | a2              | 242     | 0010100010       |
| ISO 8859-5   | Малка    | 242       | f2              | 362     | 0011110010       |
| Windows 1251 | Главна   | 128       | 80              | 200     | 0010000000       |
| Windows 1251 | Малка    | 144       | 90              | 220     | 0010010000       |